# Tapinopa longidens
Tapinopa longidens là một loài nhện trong họ Linyphiidae.